# Frang Bardhi

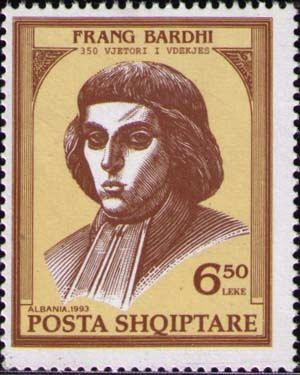
Porträt Bardhis auf einer Briefmarke von 1993

Frang Bardhi (lat. Franciscus Blancus, * 1606 in Kallmet e Zadrimës, Albanien; † 1643) war von 1636 bis zu seinem Tod Bischof der albanischen Diözese Sapa und Sardes. Als erster verfasste er ein lateinisch-albanisches Wörterbuch. Über sein kirchliches Wirken hinaus ist Bardhi daher eine bedeutende Gestalt der albanischen Kultur- und Sprachgeschichte.

## Leben
Über Bardhis Lebensweg ist wenig bekannt. Er stammte aus einem in der fruchtbaren Zadrima-Ebene gelegenen Dorf unweit von Lezha. Sein Theologiestudium absolvierte er am Illyrischen Seminar in Loreto bei Ancona. 1636 wurde er zum Bischof von Sapa und Sarda ernannt. In seinen Relationen an die Kongregation De Propaganda Fide der römischen Kurie beschrieb Bardhi, dass die Christen seines Bistums von den muslimischen Herren sehr unterdrückt wurden. Bardhi hielt wenig von fremdsprachigen Missionaren in der Pfarrseelsorge, vielmehr war es sein Ziel genügend albanische Priesteramtskandidaten heranzubilden. Die Missionare aus dem Ausland sollten im Unterhalt von Schulen, die einheimische Jugendliche auf das Studium vorbereiteten, ihre Hauptaufgabe sehen. Bardhis diesbezügliche Hoffnungen zerschlugen sich aus vielerlei Gründen: Die Muslime ließen die Gründung katholischer Schulen kaum zu, es fehlte ihm zudem an Geld und an geeigneten Lehrkräften, schließlich blieb ihm zu wenig Zeit für sein großes Ziel, denn im Alter von nur 37 Jahren ereilte ihn der Tod.

## Werk

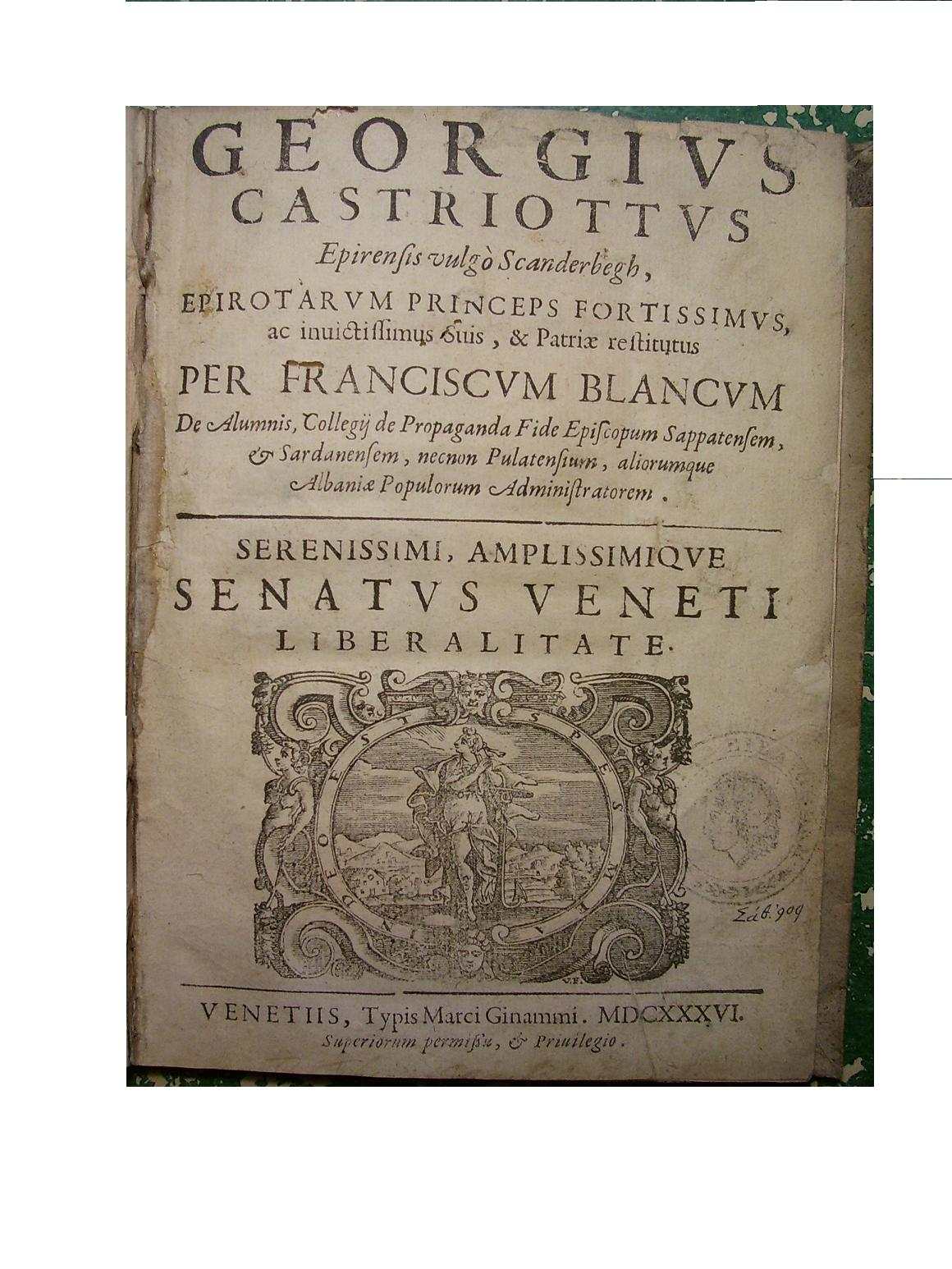
Titelseite von Bardhis Skanderbeg-Apologie

Frang Bardhi ist vor allem für sein lateinisch-albanisches Wörterbuch bekannt, das er 1635 in Rom drucken ließ. Im antikisierenden Stil der Zeit nannte er seine albanische Muttersprache lingua epirotica (Epirotische Sprache). Bardhis Werk enthält über 5600 lateinische Einträge, die mit etwa 2500 verschiedenen gegischen Ausdrücken übersetzt worden sind. Im Anhang enthält es einige Listen mit albanischen Personen- und Ortsnamen, kurze Dialoge als Anwendungsbeispiele und über 100 albanische Sprichwörter. Es war überhaupt das erste albanische Wörterbuch. Bischof Bardhi hatte das Buch vor allem als Hilfsmittel für junge albanische Theologen gedacht, die sich für ihren Beruf mit der lateinischen Sprache vertraut machen mussten. Heute ist das Dictionarium Latino Epiroticum eine der wichtigsten Quellen für den Entwicklungsstand der albanischen Sprache im 17. Jahrhundert.
Das zweite von Bardhi überlieferte Werk ist die so genannte Skanderbeg-Apologie. Er reagierte damit auf eine 1631 erschienene Schrift des bosnischen Klerikers Tomko Marnavich, der Skanderbeg als slawischen Fürsten bezeichnet hatte. In seiner Entgegnung klärte Bardhi die Leser über die albanische Abstammung des Fürsten von Kruja auf, und er äußerte die Hoffnung, dass seine Landsleute dereinst so erfolgreich gegen die Türken kämpfen würden, wie sie es unter Führung Skanderbegs getan hatten. 
Kulturgeschichtlich interessant sind Bardhis Relationen an die päpstlichen Behörden in Rom. Er beschrieb darin nicht nur die politische Lage im osmanisch beherrschten Albanien, sondern gibt auch Auskünfte über die wirtschaftliche Situation und die Lebensweise der bäuerlichen Bevölkerung. Für die Dörfer seiner Diözese macht er recht genaue Angaben über die Einwohnerzahlen und die Religionszugehörigkeit. 

## Schriften
- Dictionarium Latino Epiroticum. Cum nonnullis usitatioribus loquendi formulis. Rom 1635 (Nachdruck von 2004, PDF, 477 kB)
- Georgius Castriottus Epirensis vulgo Scanderbegh Epirotarum princeps fortissimus, ac inuictissimus Suis et patriae restitutus. Venedig 1636 (heute als Skanderbeg-Apologie bekannt)
- Descrittione et informatione del stato del vescouato et chiese parochiali della Diocese Sappatense. Injac Zamputi (Hrsg.): Relacioni i Frang Bardhi mbi Zadrimën, drejtue Kongregacionit të Propagandës në Romë në shek. XVII. In: Buletini për Shkencat Shoqërore. Tirana, 2 (1956), S. 163–192. (englische Übersetzung).